# Батане
Батане (фр. Bastanès) насеље је и општина у југозападној Француској у региону Аквитанија, у департману Атлантски Пиринеји која припада префектури Олорон Сен Мари.
По подацима из 2011. године у општини је живело 103 становника, а густина насељености је износила 19,58 становника/km². Општина се простире на површини од 5 km². Налази се на средњој надморској висини од 135 метара (максималној 265 m, а минималној 99 m).

## Демографија
| 1962. | 1968. | 1975. | 1982. | 1990. | 1999. | 2011. |
| ----- | ----- | ----- | ----- | ----- | ----- | ----- |
| 136   | 143   | 132   | 143   | 105   | 97    | 103   |

График промене броја становника у току последњих година